# Andròmeda II
|  | No s'ha de confondre amb 2 Andromedae o 11 Andromedae. |

Coordenades:  01h 16m 29.8s; +33° 25′ 09″
Andròmeda II és una galàxia nana esferoïdal d'uns 2,22 milions d'anys llum de distància a la constel·lació d'Andròmeda. Forma part del Grup Local i és una galàxia satèl·lit de la Galàxia d'Andròmeda (M31) però també és a prop de la Galàxia del Triangle (M33).
Va ser descoberta per Sidney Van den Bergh en un sondeig de plaques fotogràfiques preses amb el telescopi Schmidt de 48 polzades (1,2 m) des de l'Observatori del Mont Palomar en el 1970 i 1971, juntament amb Andròmeda I, Andròmeda III i el presumible origen o no de la galàxia d'Andròmeda IV

## Observacions espectrals
Utilitzant el telescopi Keck, Côté et al. 1999 va observar l'espectre de set estrelles dins d'Andromeda II. A partir d'aquestes dades, es van trobar amb una velocitat mitjana Vr de -188 ± 3 km/s i dispersió de velocitat de 9,2 ± 2.6 km/s. Això dona una massa a proporció lleugera de M/Lv de 21+14−10 unitats solars que implica allò I II conté una quantitat significativa d'assumpte fosc.+14−10 També dins 1999, Côté, Oke, & Cohen va utilitzar el Keck per mesurar l'espectre de 42 gegants vermelles. D'aquest, van deduir una metal·licitat mitjana de <[Fe/H]> = -1.47 ± 0.19 i una dispersió de 0.35 ± 0.10 dex.
El 1999, Da Costa et al. van estudiar el diagrama de color-magnitud d'Andromeda II i va descobrir que la majoria de les estrelles d'Andròmeda II tenen edats entre 6 i 9 gigaanys. Tanmateix, l'observació de les variables RR Lyrae i les estrelles de branca horitzontal blaves demostra l'existència d'un segment de la població amb una edat superior a 10 gigaanys. Andromeda II difereix d'Andròmeda I, ja que no mostra un gradient radial en la morfologia de branca horitzontal. A més, la dispersió en abundància és significativament més gran en Andròmeda II en comparació amb Andròmeda I. Això implica que aquests dos companys esferoïdals nanes a la galàxia d'Andròmeda tenen molt diferents històries evolutives. Això planteja la qüestió de si existeix una correlació entre un gradient horitzontal de branca radial i la dispersió de la metal·licitat entre les galàxies nanes esferoïdals.

## Història
Andromeda II sembla estar en la possessió d'un corrent estel·lar, una característica que és indicativa en el passat d'un esdeveniment de fusió. Les característiques d'Andromeda II poden ser millor explicats per la fusió de dues galàxies nanes Disky, fa uns 5.000 milions anys.